# 부스터

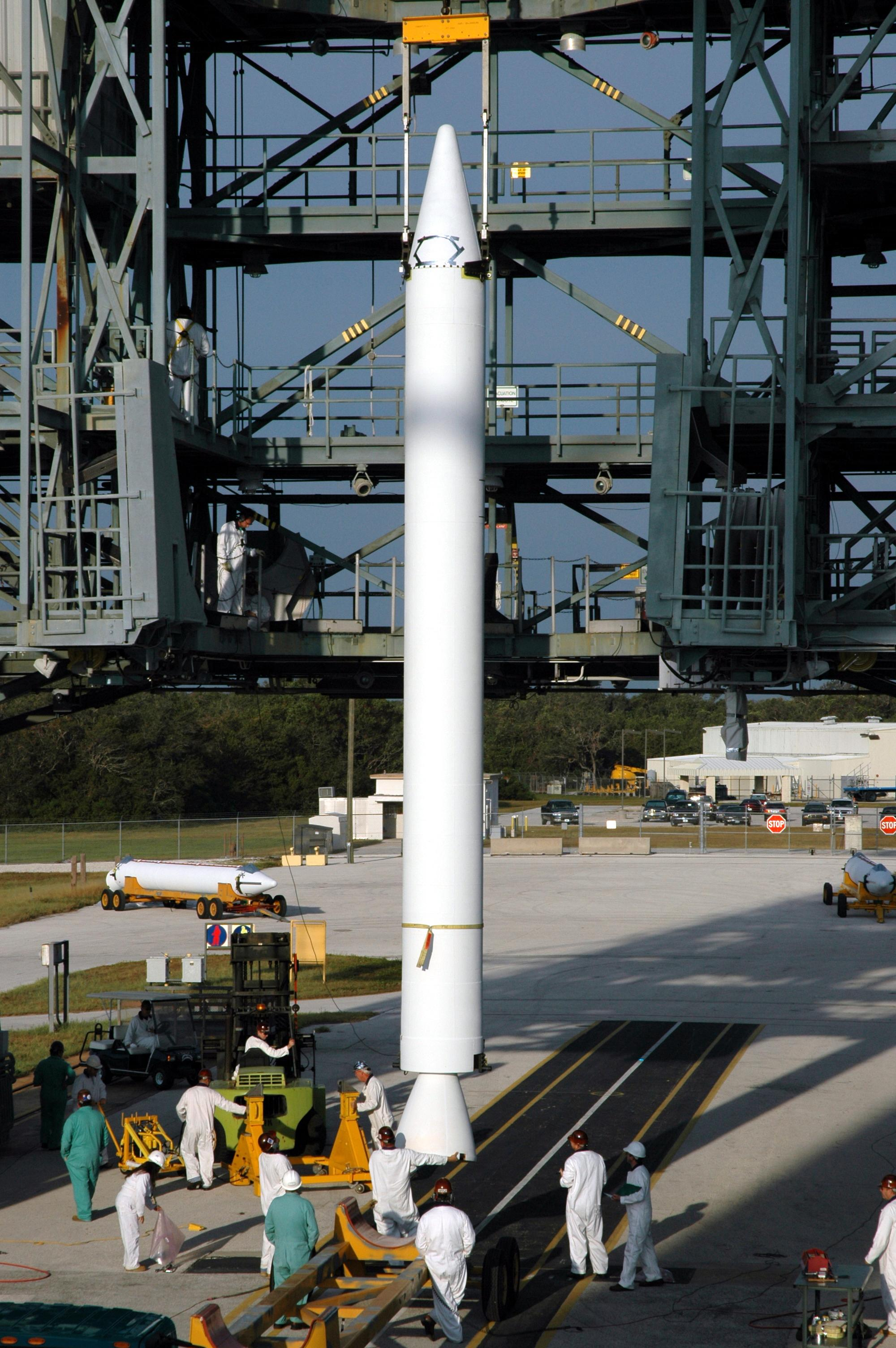
GEM-40 스트랩온 부스터

부스터(영어: booster)는 우주선의 발사체 전체나 제1단 로켓, 또는 보조 엔진을 부르는 이름이다.

## 역사
14세기 명나라 군사 작가이자 철학자 초옥(焦玉)이 쓴 중국의 군사지 화룡경은 로켓 부스터가 장착된 가장 오래된 다단계 로켓을 보여준다.

## 같이 보기
- 액체 로켓 부스터